# Martin Winter
Martin Winter (ur. 5 listopada 1955 w Zerbst/Anhalt, zm. 21 lutego 1988 w Magdeburgu) – niemiecki wioślarz reprezentujący NRD, złoty medalista olimpijski i wielokrotny medalista mistrzostw świata.

## Kariera
Wystąpił na igrzyskach olimpijskich w Moskwie w 1980, gdzie osada NRD w składzie: Frank Dundr, Carsten Bunk, Uwe Heppner i Martin Winter zdobyła złoty medal w czwórkach podwójnych. W finale o 1,66 sekundy wyprzedzili osadę ZSRR i o 2,57 sekundy osadę Bułgarii. Był to jego jedyny start olimpijski. Na rozgrywanych cztery lata później igrzyskach olimpijskich w Los Angeles nie wystąpił z uwagi na bojkot zawodów przez NRD. 
W czwórkach podwójnych zdobył też złote medale na mistrzostwach świata w Amsterdamie (1977), mistrzostwach świata w Cambridge (1978), mistrzostwach świata w Monachium (1981) i mistrzostwach świata w Lucernie (1982). Na mistrzostwach świata w Nottingham (1975) zdobył brązowy medal w jedynkach, plasując się za Peterem-Michaelem Kolbe z RFN i Irlandczykiem Seánem Dreą. Ponadto wspólnie z Uwe Heppnerem zajął trzecie miejsce w dwójkach podwójnych na mistrzostwach świata w Bledzie (1979).
W 1980 odznaczony Złotym Orderem Zasługi dla Ojczyzny.
Ukończył studia pedagogiczne na Deutsche Hochschule für Körperkultur w Lipsku i pracował jako nauczyciel. Był również trenerem wioślarstwa.
Zmarł w 1988 w wyniku wypadku w wieku 32 lat.